# 双阳河水库
双阳河水库，位于中华人民共和国黑龙江省依安县南部，是双阳河上的一座以防洪为主，结合灌溉、养鱼等综合利用的多年调节的大（2）型水库，水库工程于1992年8月3日开工建设，1996年6月20日完工。水库控制流域面积2241平方千米，总库容2.98亿立方米。水库大坝为黏土均质坝，全长7948米，最大坝高10.5米，顶宽6米。双阳河水库是大庆地区防洪三期工程，水库建成后，提高了大庆地区的防洪标准。 